# Хутун

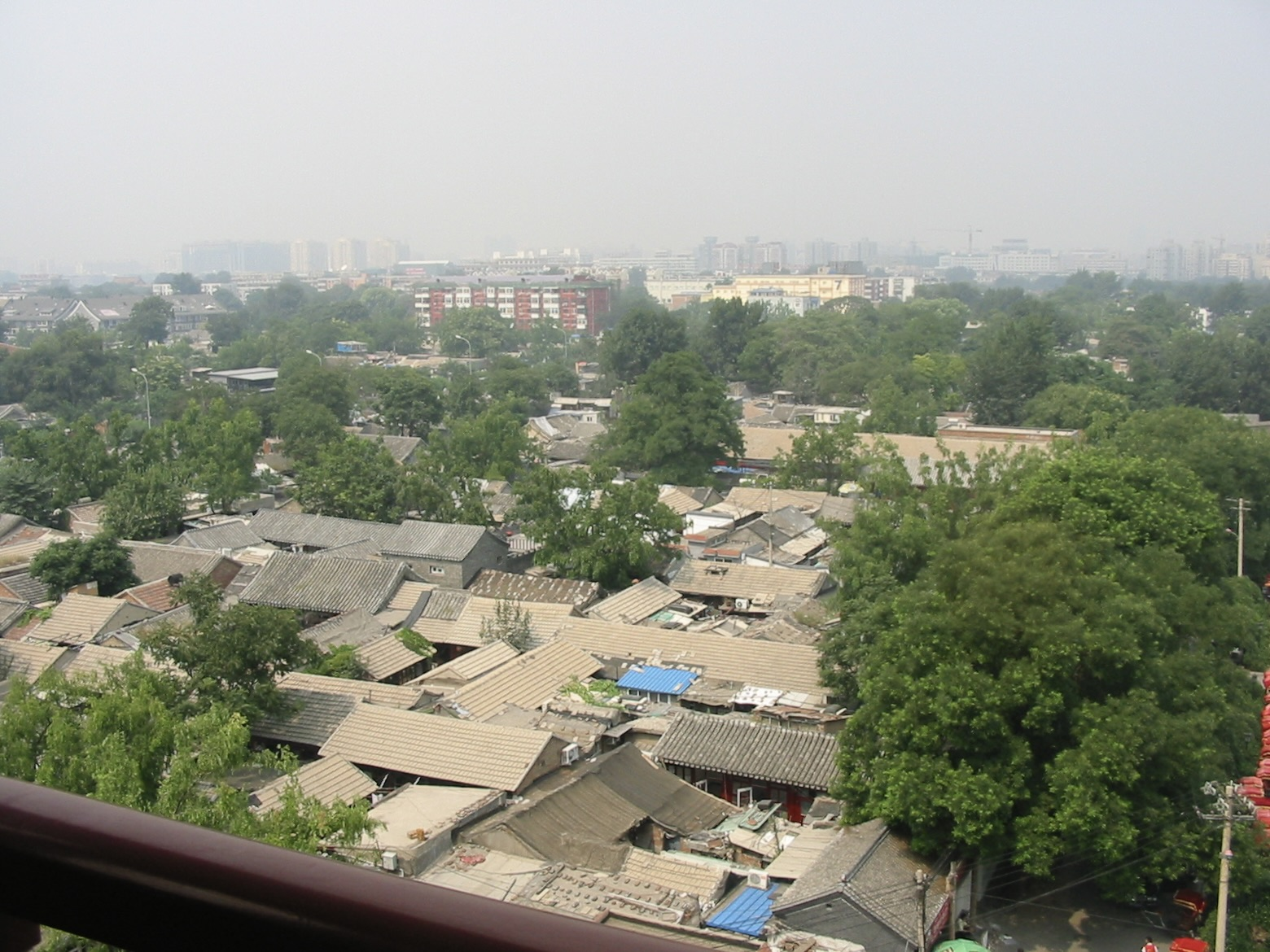
Старые хутуны в центре Пекина

Хутун (кит. упр. 胡同, пиньинь Hútòng) — тип средневековой китайской городской застройки, околоток.
В городах старого Китая группы домов, расставленных по принципу сыхэюань, строились одна возле другой, образуя узкую улицу или аллею. Такие улочки или группы домов и называли хутунами. Само слово появилось в период правления монгольской династии Юань и имеет, скорее всего, монгольское происхождение — (от старомонг. и бур. Хотон  — город). В старом Китае хутуны были самой низкой единицей административно-территориального деления в городах.
Так как почти во всех сыхэюань входные врата и фасады главных зданий были обращены к югу, чтобы получать больше солнечного света, то хутуны обычно вытягивались вдоль линии запад-восток. Между основными хутунами для облегчения сообщения пролегали узенькие улочки, ведущие на север и юг.
В старом Китае планировка городов утверждалась властями. После свержения монархии, в годы гражданской войны и войны с Японией города разрастались бесконтрольно, поэтому в 1920—1940-х годах появилось много новых хутунов, которые были, фактически, трущобами. После образования КНР было восстановлено централизованное планирование городской застройки, и многие хутуны были снесены ради расширения улиц или строительства новых зданий. Тем не менее, в исторических центрах городов многие старые хутуны взяты под охрану государства как памятники старины.
Экспериментальная библиотека Микро Юаньэр, построенная в хутуне, получила многочисленные награды за свой дизайн и сохранение традиционного облика хутунов.